# Urko Vera
Urko Vera Mateos (Baracaldo, Vizcaya, 14 de mayo de 1987) es un futbolista español que juega de delantero en el Santutxu Fútbol Club.

## Trayectoria

### Inicios en Tercera División
Comenzó a jugar al fútbol en el Santutxu FC, con nueve años, en 1996. En 1997 se incorporó a los alevines del Athletic, donde permaneció dos temporadas. En 2003 se incorporó a los juveniles del Santutxu, llegando a debutar con el equipo senior en 2006 en Tercera División. En las siguientes temporadas discurrió por varios equipos de la misma categoría como el Club Deportivo Laudio, el Club Portugalete y el filial de la Sociedad Deportiva Eibar -además participó en tres encuentros del primer equipo armero en Segunda División-. De cara la campaña 2010-11 dio el salto de categoría al fichar por la SD Lemona de Segunda B.

### Athletic Club
En enero de 2011 cumplió su sueño de fichar por el Athletic Club, merced a los trece goles que llevaba anotados en el equipo cementero.Urko recibió el dorsal 28, para así poder jugar también con el Bilbao Athletic. Debutó en Primera División bajo las órdenes de Joaquín Caparrós, el 5 de febrero de 2011, en San Mamés contra el Sporting de Gijón al sustituir a Muniain en el minuto 75.El 14 de marzo marcó su único gol con el primer equipo rojiblanco, en el Coliseum Alfonso Pérez, en el minuto 93' para lograr un empate ante el Getafe.

### Etapa en Segunda División
Tras jugar cinco encuentros con el Athletic Club y siete con el filial, en agosto de 2011, el Hércules CF, que acababa de descender a Segunda División, confirmó su fichaje por dos temporadas. Su debut con el conjunto alicantino se produjo, el 7 de septiembre, en Copa del Rey contra el CD Alcoyano marcando dos goles. Finalizó la temporada con trece tantos, siendo el segundo máximo goleador de la plantilla tras Míchel Herrero. Al acabar la temporada tuvo que abandonar el club ya que no contaban con él. En julio de 2012 se confirmó su incorporación a la Ponferradina de la misma categoría. En enero de 2013 pasó a militar en la AD Alcorcón, conjunto con el que acabó la campaña. En ninguno de los dos equipos consiguió participar de forma continuada, siendo habitual que participara unos pocos minutos desde el banquillo.
Para la temporada 2013-2014 fichó por la SD Eibar de la Segunda División, con el que logró el ascenso a Primera División. En agosto de 2014 se incorporó al Club Deportivo Mirandés, donde consiguió hacer su temporada con el mayor número de goles (17 en Segunda División y 3 en la Copa del Rey), convirtiéndose, además, en el máximo goleador histórico del club en Segunda División.

### Experiencias en Corea del Sur, Rumanía e Inglaterra
Tras estudiar varias ofertas, se incorporó al Jeonbuk Hyundai Motors Football Club en julio de 2015. Con el equipo surcoreano conquistó la K-League Classic y consiguió anotar un gol en la Liga de Campeones Asiática frente al Gamba Osaka. En enero de 2016 regresó a España para jugar en Osasuna, con el que conquistó su segundo ascenso a Primera División. Para la temporada 2016-17 firmó por la SD Huesca, aunque en enero de 2017 regresó al CD Mirandés.
En el verano de 2017 se incorporó al CFR Cluj de la Liga I de Rumanía. El 23 de enero de 2018 fue cedido al Astra Giurgiu hasta final de temporada. De cara a la siguiente campaña regresó a su anterior conjunto, aunque su participación se redujo a dos encuentros. Así pues, el 18 de enero de 2019 se incorporó como agente libre al Oldham Athletic de la League Two, tras rescindir su contrato con el club rumano. Un día más tarde debutó como titular con Los Latics ante el Macclesfield Town, al que dirigía Sol Campbell, marcando de penalti en el primer minuto de partido disputado en Moss Rose.

### Últimos años en Segunda B y Tercera
Tras abandonar el conjunto inglés en el mes de diciembre, en enero de 2020, se incorporó al CD Guijuelo de Segunda B hasta final de temporada. A finales de agosto de 2020 regresó, después de once años, al Club Portugalete de Segunda B.
El 26 de enero de 2021 rescindió el contrato con el Portugalete para volver a su primer club, el Santutxu FC, en Tercera División.El 31 de enero redebutó con el cuadro bilbaíno, donde asistió en el primer tanto del encuentro ante la Real Sociedad "C".En mayo de 2022 no pudo evitar el descenso a División de Honor.Se retiró en las filas del cuadro vizcaíno en mayo de 2025.

## Clubes
| Club                      | País          | Periodo     | Partidos | Goles |
| ------------------------- | ------------- | ----------- | -------- | ----- |
| Santutxu Fútbol Club      | España        | 2006-2007   | ¿?       | 8     |
| CD Laudio                 | España        | 2007 - 2008 | ¿?       | 10    |
| Club Portugalete          | España        | 2008 - 2009 | ¿?       | 7     |
| Eibar "B"                 | España        | 2009 - 2010 | ¿?       | 14    |
| SD Lemona                 | España        | 2010 - 2011 | 18       | 13    |
| Bilbao Athletic           | España        | 2011        | 7        | 1     |
| Athletic Club             | España        | 2011        | 5        | 1     |
| Hércules                  | España        | 2011 - 2012 | 34       | 13    |
| SD Ponferradina           | España        | 2012 - 2013 | 20       | 2     |
| AD Alcorcón               | España        | 2013        | 9        | 1     |
| SD Eibar                  | España        | 2013 - 2014 | 33       | 6     |
| CD Mirandés               | España        | 2014 - 2015 | 40       | 20    |
| Jeonbuk Hyundai Motors    | Corea del Sur | 2015        | 7        | 1     |
| CA Osasuna                | España        | 2016        | 19       | 3     |
| SD Huesca                 | España        | 2016 - 2017 | 15       | 1     |
| CD Mirandés               | España        | 2017        | 16       | 5     |
| CFR Cluj                  | Rumania       | 2017 - 2018 | 17       | 5     |
| FC Astra Giurgiu (cedido) | Rumania       | 2018        | 11       | 1     |
| Oldham Athletic           | Inglaterra    | 2019        | 6        | 1     |
| C. D. Guijuelo            | España        | 2020        | 4        | 0     |
| Club Portugalete          | España        | 2020 - 2021 | 8        | 0     |
| Santutxu Fútbol Club      | España        | 2021 - 2025 | ¿?       | 12    |